# Gabino Olaso Zabala
Gabino Olaso Zabala (Abadiño, País Basc, 18 de febrer de 1869 — La Font de la Figuera, La Costera, 5 d'agost de 1936), va ser un religiós de l'Orde de Sant Agustí, beatificat en 2007.

## Biografia
Ja en l'Orde de Sant Agustí va ser ordenat sacerdot en 1893. A l'any següent va ser enviat a les Filipines. En 1896 esclata en el país la revolució anticolonial. En eixe mateix any, segons la mateixa víctima, Gabino va participar, primer com a instigador i després directament, en la tortura d'un altre sacerdot, el pare Mariano Dacanay. En 1898 va ser capturat per independentistes que el van mantenir presoner durant any i mig, període en el qual aquesta vegada va ser ell qui va rebre els maltractaments. A més de ser missioner va ser professor del Seminari Conciliar de Vigam. Va tornar a Espanya l'any 1900 i va exercir el seu apostolat docent en els col·legis de Llanes, Tàpia i Ceuta. En 1933 va ser nomenat superior de la casa infermeria de Cabdet, on li va sorprendre l'aixecament de juliol de 1936, l'esclat de la Guerra Civil espanyola. El 23 de juliol va ser detingut, juntament amb els altres monjos, i dut a la presó del poble.
El 5 d'agost de 1936, a l'edat de 67 anys, va ser executat, en les proximitats de La Font de la Figuera. Va ser beatificat per Benet XVI el 28 d'octubre de 2007 al Vaticà juntament amb altres 497 màrtirs espanyols més.